# Sankt-Brendan-Kathedrale von Ardfert

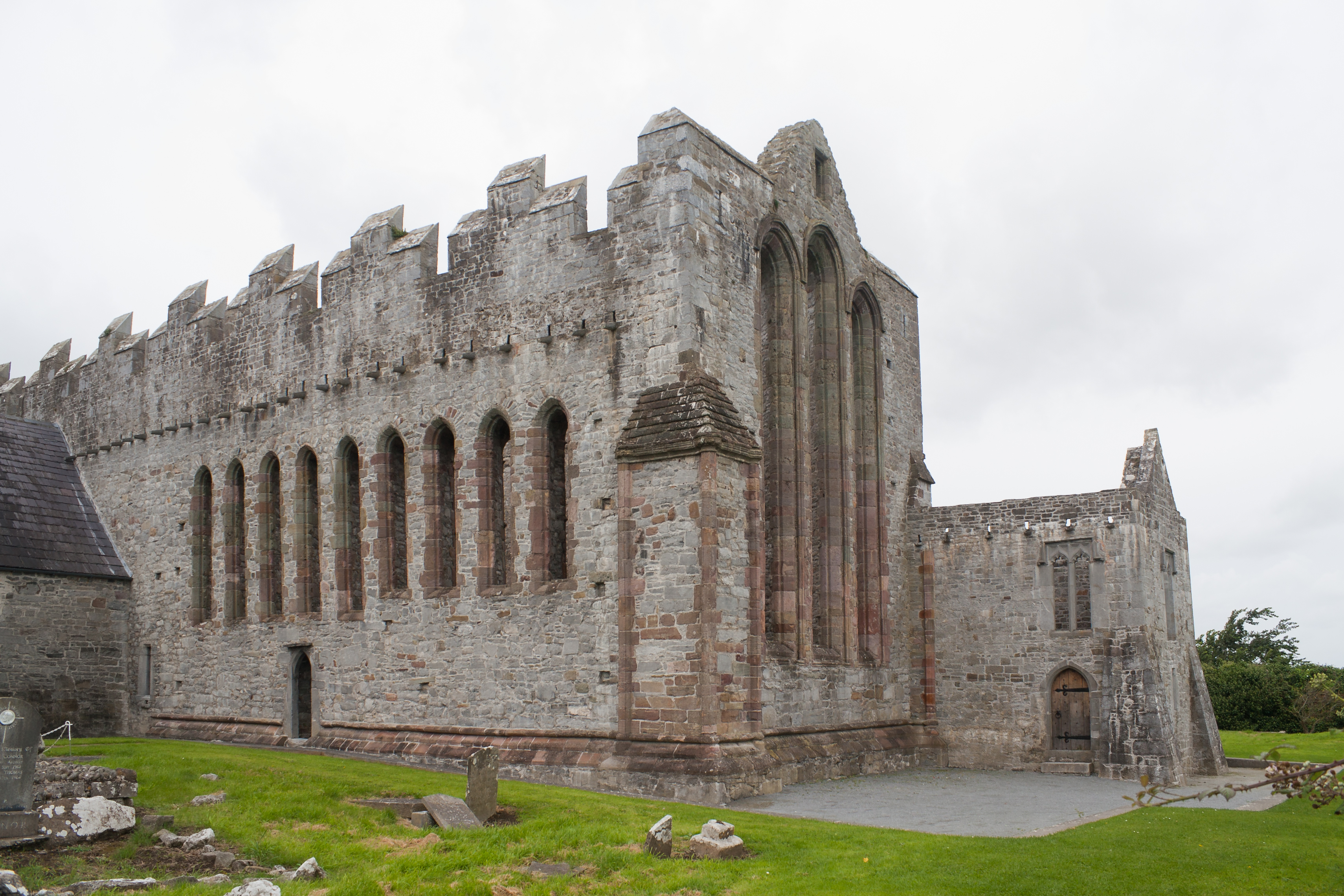
Südost-Ansicht der Kathedrale mit den zwölf frühgotischen Lanzettfenstern im Chorbereich

Die Sankt-Brendan-Kathedrale von Ardfert (irisch Ardeaglais Ard Fhearta, englisch Ardfert Cathedral of St. Brendan) in Ardfert war seit dem 12. Jahrhundert die Brendan dem Reisenden gewidmete Bischofskirche des Bistums Ardfert. Wie alle historischen Kathedralen Irlands gehörte sie seit dem 16. Jahrhundert der von der englischen Krone etablierten Church of Ireland, die den Bischofssitz im 17. Jahrhundert aufhob. Die Kathedrale ist seitdem nur eine Ruine. 1982 begannen umfangreiche Restaurierungsarbeiten, die u. a. die Bedachung des südlichen Querschiffes einschlossen, das heute als Informationszentrum dient.

## Geschichte und Architektur

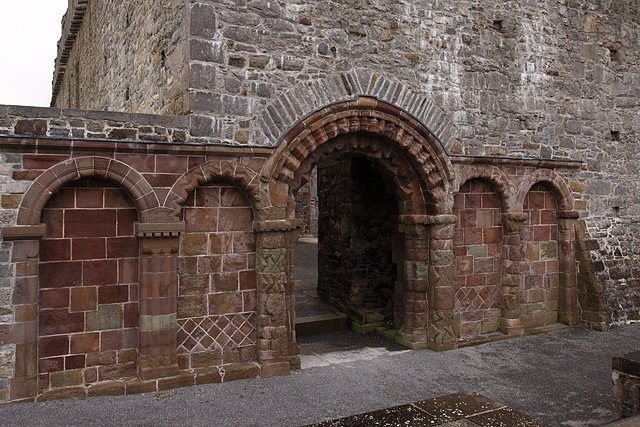
Romanisches Westportal

In Ardfert wurde im 6. Jahrhundert ein Kloster von Brendan dem Reisenden gegründet, über das jedoch kaum etwas bekannt ist. Zu diesem Zeitpunkt war Ardfert noch kein Bischofssitz. Erst auf der Synode von Rathbreasail im Jahr 1111 wurde das Bistum Kerry mit Sitz in Ratass in der Nähe von Ardfert gegründet. Das war jedoch nur temporär, da bereits 1117 der erste Bischof Anmchad Ó hAnmchada in Ardfert bestattet wurde. Es wird davon ausgegangen, dass das Hin und Her auf die Auswirkungen kriegerischer Auseinandersetzungen zurückzuführen ist, die 1089 zur Zerstörung der Kirche in Ardfert führten, und dass 1111 keine intakte Kirche in Ardfert zur Verfügung stand bzw. Ardfert zu unsicher erschien.

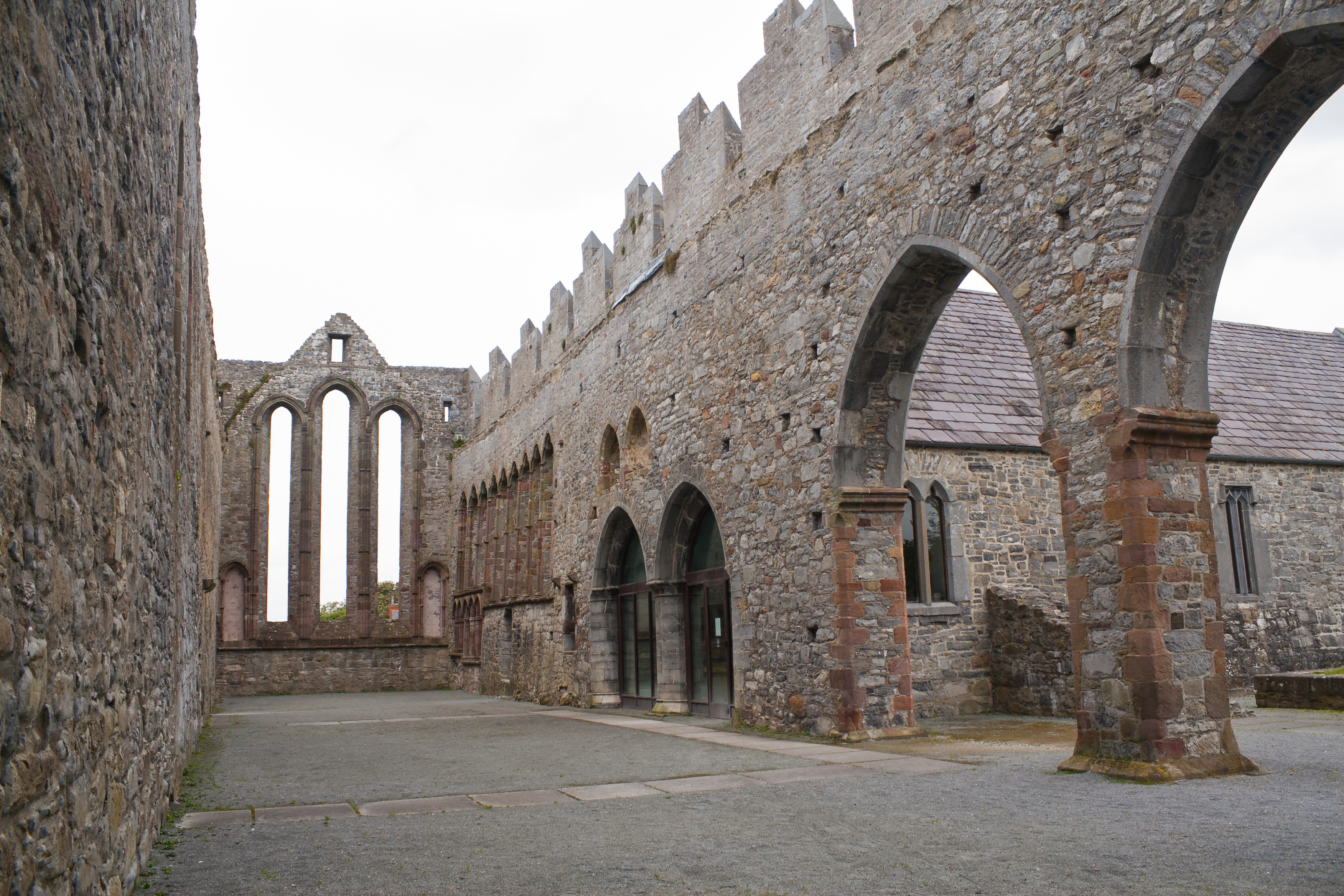
Hauptschiff niemals gewölbt, rechts Arkaden zur Südkapelle und zum Südseitenschiff

Die Baugeschichte der Kathedrale erstreckt sich über mehrere Perioden. In der Nordseite des Kirchenschiffs befinden sich noch Reste der 1089 zerstörten Kirche. Auf der Westseite ist ein romanisches Portal mit Blendarkaden aus einem vorangegangenen Bau integriert worden, das Elemente der 1134 errichteten Cormac's Chapel auf dem Rock of Cashel übernahm und deswegen der zweiten Hälfte des 12. Jahrhunderts zuzuordnen ist. 1152 dürfte die nächste Kirche großenteils fertig gewesen sein, da in der damals stattfindenden Synode von Kells diese als die schönste und größte Kirche der Diözese und daher am besten als Kathedrale geeignet betrachtet wurde. Danach erfuhr das Gotteshaus noch einige Veränderungen.
Schon die spitzbogigen Lanzettfenster des Chorbereichs sind typisch frühgotisch, insbesondere die Dreifenstergruppe des Chorgiebels.

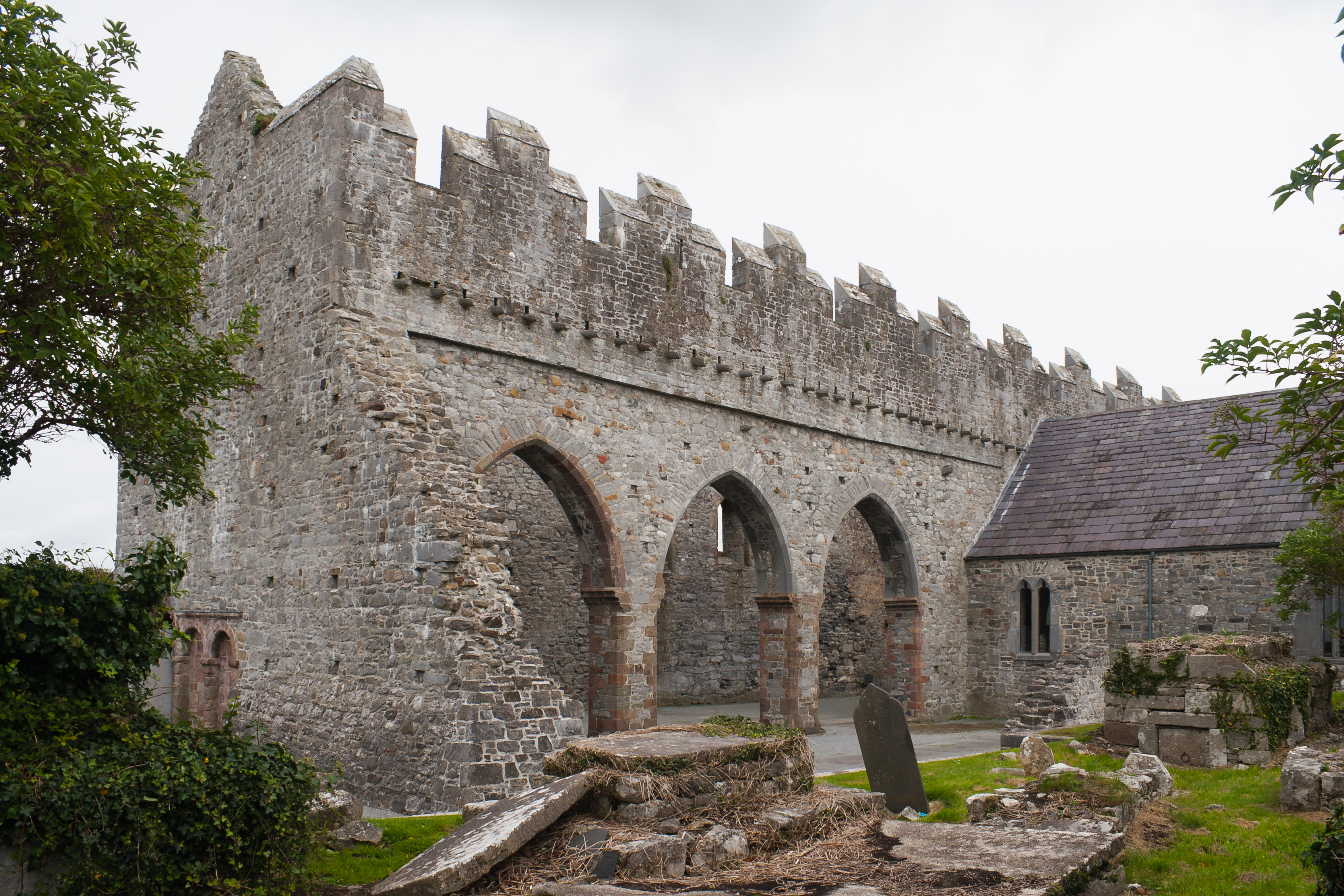
Südseitenschiff: gotische Arkade, spärliche Reste der Außenwände

Das eigentliche Kirchenschiff ist in der Gestaltung ungewöhnlich, da es sich eng an die Architektur der Bettelorden in Irland anlehnt und daher Leask die Vermutung geäußert hat, dass dies auf den Dominikaner Christian zurückgeht, der von 1253 bis 1256 Bischof von Ardfert war. Die charakteristische Gestaltung des Chorraumes mit einer langen Serie von neun Chorfenstern auf der Südseite wurde anschließend von dem in naher Nachbarschaft gebauten Franziskanerkloster übernommen.
Die für Kirchen auf den britischen Inseln nicht ungewöhnlichen Zinnenkränze sind zusammen mit den Maueraufsätzen des Kirchenschiffs eine Ergänzung aus dem 14. oder 15. Jahrhundert. Die Sakristei an der Nordost-Ecke des Chors und das südliche Querschiff sind ebenfalls dem 15. Jahrhundert zuzurechnen. Wesentlich niedriger als das Hauptschiff, ist dieses Querhaus eher als große Kapelle anzusehen.
Westlich davon hatte die Kirche ein Südseitenschiff, dessen Dach wohl von der Arkadenkante (unterhalb des Zinnenkranzes) pultartig zur Außenwand hin abfiel. Derartige Pseudobasiliken mit Holzdecken über Hauptschiff und Seitenschiff(en) sind in England sehr häufig und auch unter den mittelalterlichen Kirchen Irlands mehrfach zu finden.
Um die Mitte des 16. Jahrhunderts wurde die Kathedrale von Ardfert im Rahmen der Reformation Heinrichs VIII. anglikanisch.

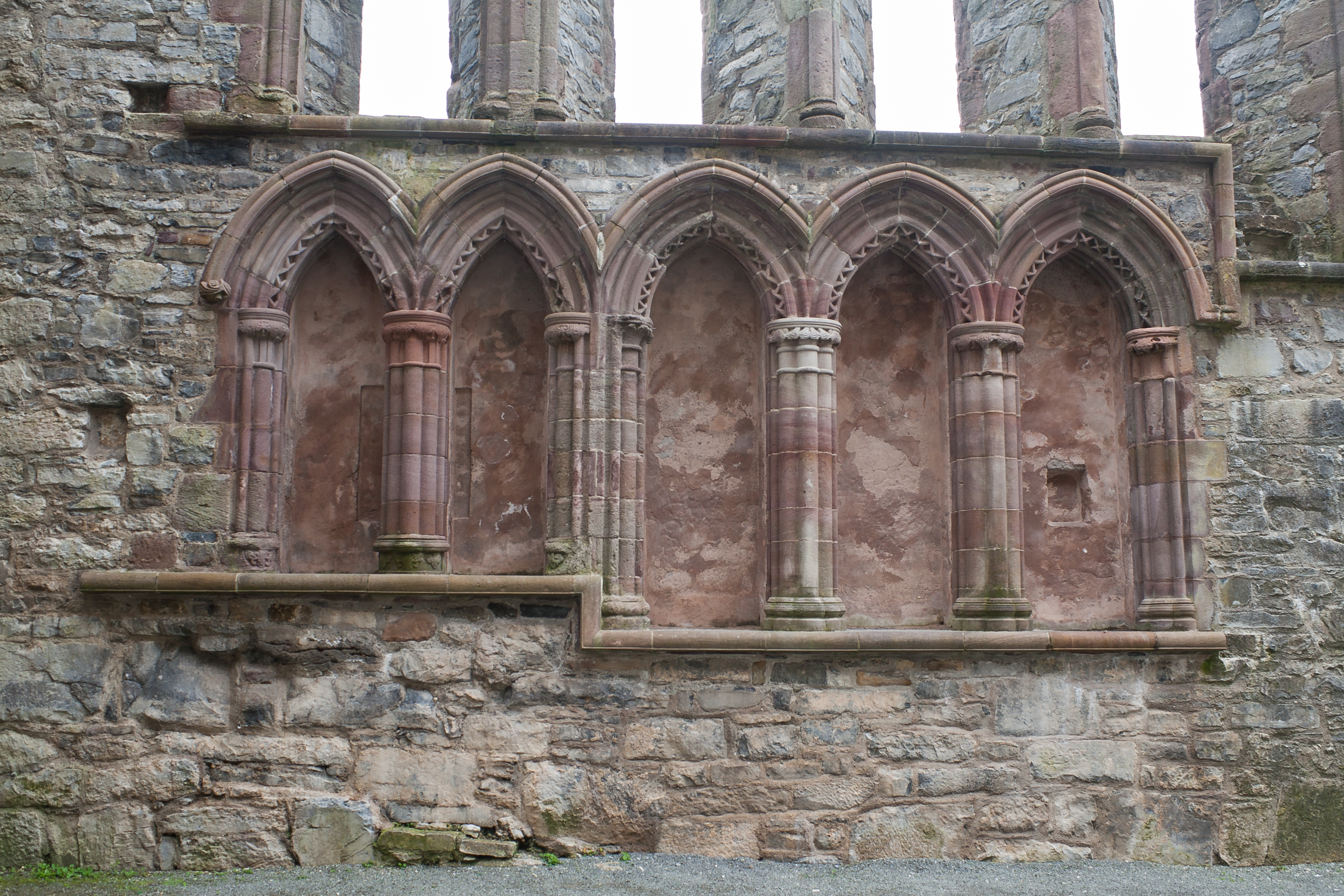
Die im Rahmen der Restaurierung wiederhergestellte zweigliedrige Piscina und die Sedilien in der Südwand des Chors

1641 fiel die Kathedrale während der Rebellion einem Brand zum Opfer. Ausgrabungen von 1989 bestätigten dies mit der Entdeckung einer 0,6 m dicken Ascheschicht. Ein Wiederaufbau hat nicht stattgefunden, da Ardfert als Bischofssitz ausgedient hatte. Aber 1670 wurde das südliche Querschiff soweit hergerichtet, dass es als anglikanische Gemeindekirche dienen konnte. Diese Funktion behielt das Querschiff bis 1871, wonach das Dach entfernt wurde und es wie der Rest der Kathedrale verfiel. Etwas später noch im 19. Jahrhundert wurden zwei Strebebögen errichtet, um die sich gefährlich neigende Südwand des Kirchenschiffs zu stützen. 1982 begannen Restaurierungsarbeiten, in deren Zuge 1994 das Querschiff mitsamt einem neuen Dach wiederhergestellt worden ist und strukturelle Verbesserungen die Entfernung der Strebebögen ermöglichten.